# الصامد (قصة قصيرة)
الصامد (بالإنجليزية: The Undefeated)‏ قصة قصيرة من تأليف الكاتب الأمريكي إرنست همنغواي. نُشِرت القصة في مجموعته القصصية «رجال بلا نساء». الشخصية الرئيسية في القصة هو «مانويل جارسيا»، وهو مصارع ثيران خرج مؤخراً من المستشفى، وهو الآن يبحث عن فرصة عمل جديدة ليعود إلى الحلبة، يلتقي مانويل جارسيا بريتانا، وهو منظِّم حلبات يقوم بتعيينه في مصارعة الليلة المقبلة. يستعين مانويل جارسيا بصديقه القديم زوريتو ليعمل بيكادوراً خلال المصارعة، ورغم أنَّ زوريتو يُِشجِّعه على التخلِّي عن المصارعة، يُصرُّ جارسيا على الاستمرار، وفي أثنا المصارعة التي أُقيمت في موعدها المحدَّد أُصِيب جارسيا مرة أخرى.